# یواس‌اس میلواکی (سی-۲۱)
یواس‌اس میلواکی (سی-۲۱) (به انگلیسی: USS Milwaukee (C-21)) یک کشتی بود که طول آن ۴۲۶ فوت ۶ اینچ (۱۳۰٫۰۰ متر) بود. این کشتی در سال ۱۹۰۴ ساخته شد.